# Homefront
Homefront — відеогра в жанрі шутер від першої особи, що розробляється силами студії Kaos Studios і Digital Extremes для PC і консолей.

## Сюжет
Homefront — сюжетно-орієнтований кінематографічний бойовик, в якому сценарій відіграє важливу частину. У роботі над сюжетом гри брали участь відомий голлівудський сценарист Джон Міліус («Апокаліпсис сьогодні», «Червоний світанок») і колишній співробітник американської розвідки. Технічно гра є продовженням Frontlines: Fuel of War, хоч і не має її футуристичності.
Автори придумали реалістичний геополітичний сценарій, за яким на початку 2012 року Кім Чен Ір вмирає, а через рік до влади приходить його син Кім Чен Ин. До 2025 року економіка США буде остаточно знищена другою хвилею кризи, а Велика Корейська Республіка (утворилася в результаті об'єднання колишніх КНДР, Республіки Корея і ряду східних держав), яка набере політичної та військової могутності, підірве над ослабленими Штатами ядерний боєзаряд і окупує захід країни. Народ Америки, який втратив регулярну армію, але не зломлений, продовжить боротися із загарбниками, ведучи проти них безкомпромісну партизанську війну. Їх головне завдання — підняти повстання в Сан-Франциско, який став базою окупаційних сил.
Дія гри починається в місті Монтроз, штат Колорадо. Сюжет стартує з того, що протагоніст Homefront, Роберт Джейкобс, колишній військовий льотчик, прокидається від стуку в двері його квартири. Раптово гості вибивають двері, і за нею виявляються двоє військових поліцейських ВКР і генерал, які оглушають Джейкобса і виволікають його з квартири. Герой прокинувся вже на вулиці, де корейці посадили його в шкільний автобус з іншим колишнім пілотом і повезли їх, як вони самі сказали, «на перепідготовку». Поки автобус проїжджає через місто, герой бачить, як корейські солдати безжалісно б'ють і розстрілюють цивільних осіб. Трохи проїхавши, автобус збиває вантажівка з членами Опору: Ріанною і Коннором. Вони рятують Джейкобса з полону, але ставлять на вуха військову поліцію і військові сили Корейської народної армії в місті. Коли герої добираються до житлових районів, де вони повинні були перегрупуватися з іншими членами Опору, на них нападає великий загін військ КНА. Порятунок приходить коли Хоппер, технік-партизан Опору, викликає Голіафа — перепрограмованого робота корейських військ, і передає апарат для наведення Роберту. Останній успішно відбиває напад.
Через деякий час після цього Роберт потрапляє в Оазис — місцевий штаб Опору, де Бун, лідер Опору, пояснює герою, для чого саме того визволили. Виявляється, не всі американські військові сили були повалені — залишки армії збираються біля мосту «Золоті Ворота», захоплення якого тактично важливо для Америки. Однак військових занадто мало, і Бун пропонує захопити цистерни з пальним, що виїжджають з міста, а потім переправити їх до американських військ як підтримку. План такий: Група Буна знаходить вказівні маячки, отримує захоплений Опором міномет і відправляється в супермаркет — місце, від якого повинні були виїхати цистерни, і прикріпити до них радіо-маячки. По дорозі Буна зачіпає кулею, тому він і Ріанна залишаються на базі. Решта частини групи, включаючи Роберта, вдається захопити маячки, але при відступі Коннор не витримує виду величезної братської могили, куди скидали десятки трупів невинних людей і починає стріляти по корейцям. Групі ледве-ледве вдається піти від вертольотів, сховавшись в одній з ям з трупами.
Після цього, група висувається і розділяється: Хоппер і Коннор повинні дати мінометний залп по корейським військам у Супермаркету, а Роберт і Ріанна повинні прикрити групу Гаррісона, що йде в лобову атаку. Операція йде успішно, але після першого залпу у міномета відбувається осічка. Все б нічого, але незадовго до привозу снарядів, Коннор «доплатив» постачальникам, тому замість звичайних бомб йому прислали снаряди з білим фосфором. По нещастю, снаряд падає на Роберта, Ріанну і групу Гаррісона, вбиваючи більшу частину партизанів. Так чи інакше, група захоплює супермаркет, і ставить маячок на останню від'їжджаючу вантажівку з паливом. Повернувшись на базу, вони застають жахливе видовище — всюди розруха і мертві тіла, а Буна прикували до гойдалок і катували до смерті. Тим часом корейці влаштовують каральний рейд в місті. Однак незважаючи на жалюгідний стан, група вирішує закінчити справу Буна.
Прорвавшись через Стіну (споруда, яка була побудована в перші дні окупації і призначалося для утримування цивільних), герої прямують на ферму сурвівалістів. На фермі повинен знаходиться захоплений корейський вертоліт, скориставшись яким, група повинна захопити і переправити цистерни. Однак сурвівалісти, яким і належить вертоліт, відмовляються допомагати героям. Вони не розрізняють «своїх» і «чужих», схоплюють Ріанну і відправляють інших героїв геть. Ріанна вивільняється, і герої влаштовують з сурвівалістами сутичку. Убивши всіх гранатометників і захопивши вертоліт, група захоплює цистерни і під прикриттям Роберта провозить цистерни до американських військових.
Починається штурм моста. Паливо і самі партизани сильно допомогли солдатам, але ті не можуть викликати авіацію, поки корейські зенітні установки на мосту працюють. Забравшись на міст, Хоппер перепрограмує зенітні установки, і літаки можуть злетіти. Група сідає в «Хаммер», але несподівано на них нападає Голіаф, цього разу ворожий. З величезними зусиллями група відбивається від нього. Голіаф вибухає, перекидаючи «Хаммер» героїв. Група розкидана і дезорієнтована. Контужений Роберт зауважує, що на них рухається величезна танкова колона. Коннор викликає авіаудар, але отримує відмову, тому що немає чітких координатів цілі. Зрозумівши, що часу немає, Коннор бере в руки сигнальну шашку і біжить в бік колони, наказуючи відкрити вогонь по кольоровому диму найсильнішим зарядом. Пілоти приймають наказ і завдають удару по колоні і, відповідно, по Коннору, проте є шанс, що він вижив. Гра закінчується тим, що камера показує міст, а британський диктор оголошує, що країни-члени Євросоюзу готові надати США військову допомогу в боротьбі з окупантами.

## Геймплей
Геймплей більше нагадує Frontlines і Call of Duty: він являє собою стандартний шутер від першої особи з великою кількістю кінематографічних моментів.

### Основне озброєння гравця
Всього в грі вісім типів озброєння, доступних в одиночній грі: шість видів стрілецької зброї: пістолет, автомат, дробовик, кулемет, снайперська гвинтівка і гранатомет, і два види вибухових боєприпасів: граната і вибухівка з дистанційним управлінням.
- Пістолет — найслабша зброя у грі. Є тільки один пістолет — М9.
- Автомат — основна зброя в грі. Серед моделей — M4, M16, а також якась модернізована корейська версія автомата Калашникова.
- Дробовик — зустрічається дуже рідко. Придатний для ближнього бою.
- Кулемет — дуже ефективна зброя для знищення груп противника.
- Снайперська гвинтівка — зброя, що стріляє на далеку відстань.
- Гранатомет — зброя, придатна як для знищення живої сили, так і будь-якої військової техніки.

## Цікаві факти
- У ранніх версіях гри Бун був білим
- Коли атакує корейський «Хаммер», бійці кричать «Легкий танк!», Хоча «Хаммер» — це скоріше легкоозброєний броньовик
- На самому початку гри, коли протагоніста садять в автобус, можна почути розмову солдат про те, що пасажирів везуть на базу під номером 1138 (відсилання до фільму THX 1138)
- Кім Чен Ір помер наприкінці 2011 року і йому на зміну прийшов його син і спадкоємець Кім Чен Ин.